# Gustavo H. Machado
Gustavo Henrique Machado Hernández (Caracas, Venezuela, 27 de abril de 1897-Ibidem, 14 de enero de 1968) fue un médico pediatra, Doctor en Ciencias Médicas infantiles y médico cirujano. Provino de una familia de destacados médicos, su padre Alfredo Machado Núñez fue miembro fundador y presidente de la Academia Nacional de Medicina en 1904 al igual que su abuelo materno, un reconocido oftalmólogo.
Estudió en la Universidad Central de Venezuela  y por la ayuda de un paciente logró viajar a Francia donde cursó tres años de Pediatría en diferentes hospitales infantiles. A su regreso entró a trabajar como Jefe de Servicios del Hospital Vargas en Caracas y luego de 1930 ejerció en el Hospital de Niños de la Cruz Roja Venezolana. 
Fundó en 1937, siendo presidente Eleazar López Contreras, el Hospital de Niños J. M. de los Ríos en la Parroquia San José y que luego sería mudado a San Benardino en 1958.

## Trayectoria
Estudió en la Universidad Central de Venezuela y se graduó como doctor en Ciencias Médicas en 1920. Por su propia voluntad, comenzó al ejercicio profesional en Barlovento, estado Miranda. En ese ambiente de extendida pobreza y de muchas necesidades, pudo apreciar la extensa patología que afectaba principalmente a los niños y ello lo inclinó a dedicarse a la pediatría, para lo cual viajó a Francia a especializarse. Regresó al país en 1924 e ingresó al Hospital Vargas como jefe de Servicio (1925-1930); posteriormente ejerció en el Hospital de Niños de la Cruz Roja Venezolana (1930-1933). Los primeros pediatras de entonces fueron los doctores Gustavo Machado Hernández, Guillermo Hernández Zozaya y, posteriormente, el doctor Pastor Oropeza.
En 1936 fundó y dirigió el Hospital Municipal de Niños "Doctor José Manuel de los Ríos", honrando con este nombre a la memoria de su notable predecesor. En 1938 fue presidente del Primer Congreso Venezolano de Pediatría y el primer presidente de la Junta Directiva de la Sociedad Venezolana de Puericultura y Pediatría. Presidió las Primeras Jornadas de dicha Sociedad en 1943. Sentó las bases del Consejo Venezolano del Niño, del cual fue presidente desde 1938 hasta 1950. El 29 de junio de 1950 se incorporó como Individuo de Número de la Academia Nacional de Medicina, en el Sillón IX. Su padre, el doctor Alfredo Machado Núñez, había sido el primer presidente de esta institución. Su trabajo de incorporación fue: "Factores Sociales como Causa de Mortalidad y Abandono Infantil". Fundó la Escuela Municipal de Enfermeras en el Hospital de Niños y fue asesor de muchas instituciones privadas como la Liga de Higiene Mental, MICA, FIPAN y OPAN. En 1951, Eugenio Mendoza Goiticoa creó la Fundación "Gustavo H. Machado" y fue designado vicepresidente permanente de dicha institución.
El doctor Machado Hernández era una persona muy culta y un notable clínico. A partir de 1951 su salud comenzó a deteriorarse por una afección cardíaca, la cual se hizo progresiva, por lo cual se retiró del ejercicio profesional. Como buen experto en la nutrición, cultivó el arte culinario y se interesó mucho por la gastronomía, estudiando los alimentos, los diversos métodos de prepararlos y hasta llegó a cultivar plantas alimenticias, encontrando en ello una fuente de interés, satisfacción y distracción.
El 31 de marzo de 1965 Gustavo H. Machado es golpeado por miembros de las Fuerzas Armadas de Liberación Nacional quienes tomaron un jardín de niños en Caracas en plena jornada escolar y robaron 7.000 bolívares. Falleció en Caracas el 14 de enero de 1968 a los setenta y un años.

## Trabajos publicados
- La sífilis y el matrimonio (1926)
- La tuberculosis y el niño (1933)
- Urgentes necesidades de la infancia venezolana (1936)
- Carecemos de Leche para Niños (1936)
- Orientación General de la Asistencia (1938)
- Contribución al Estudio del Escorbuto Infantil (realizado con la colaboración de Ernesto Vizcarrondo y Guillermo Rangel)
- Tratamiento de la Bilharziosis Infantil en el Servicio N° 1 del Hospital de Niños en contribución con Lya Imber de Coronil y Guillermo Rangel (1945)

## En su honor
Por su reconocida trayectoria en el ejercicio de la medicina se creó la distinción Orden al Mérito "Dr. Gustavo H. Machado"  que la otorga la Sociedad Venezolana de Puericultura y Pediatría.
También en su honor existen:
- Complejo Gustavo H. Machado en Caracas con un área de 29.000 m², tiene cuatro edificios con salones de clase, talleres, dormitorio para niños y niñas, comedor, salas de juego, enfermería, biblioteca, capilla, piscina, dos canchas de baloncesto y un campo para fútbol y béisbol.[5]
- Centro de Documentación e Información Pediátrica Dr. Gustavo H. Machado en el Hospital J. M de los Ríos en Caracas[6]
- Preescolar Gustavo H. Machado
- Liceo Gustavo H. Machado[7]